# Geai masqué
Cyanolyca mirabilis
Espèce
Statut de conservation UICN

 VU A2c+3c+4c;B1ab(i,ii,iii,v) : Vulnérable
Le Geai masqué (Cyanolyca mirabilis) est une espèce d'oiseaux de la famille des Corvidae.

## Répartition
Cet oiseau est endémique du Mexique.